# هزارستان
هزارستان (بالفارسية: هزارستان) أو هزراجات (بالفارسية: هزاره‌جات) هي منطقة جبلية ذات طابع قبلي وتجمع للهزارة بمعظمها تقع في المرتفعات الوسطى لأفغانستان، بين جبال كوه بابا في الأطراف الغربية لهندوكوش والتي تمثل موطن تاريخي لللهزارة الذين يشكلون غالبية سكانها، ولذلك هزارستان تشير إلى منطقة عرقية ودينية بتاريخ مشترك.
تتكون هزارستان في المقام الأول من مقاطعات باميان ودايكوندي وأجزاء كبيرة من غور وغزنة وأوروزغان وباروان وميدان وردك والمزيد. المدن الأكثر اكتظاظاً بالسكان في هزاراجات هي باميان، وياكاولانغ (باميان)، ونيلي (دايكوندي)، لال وا سارجانغال (غور)، وسانغ إي ماشا (غزني)، وجيزاب (أوروزغان)، وبهسود (ميدان وردك)، كما تنبع أنهار كابول، وأرغنداب، وهلمند، وفرح، وهري، والمرغاب، وبلخ، وقندوز من هزارستان.

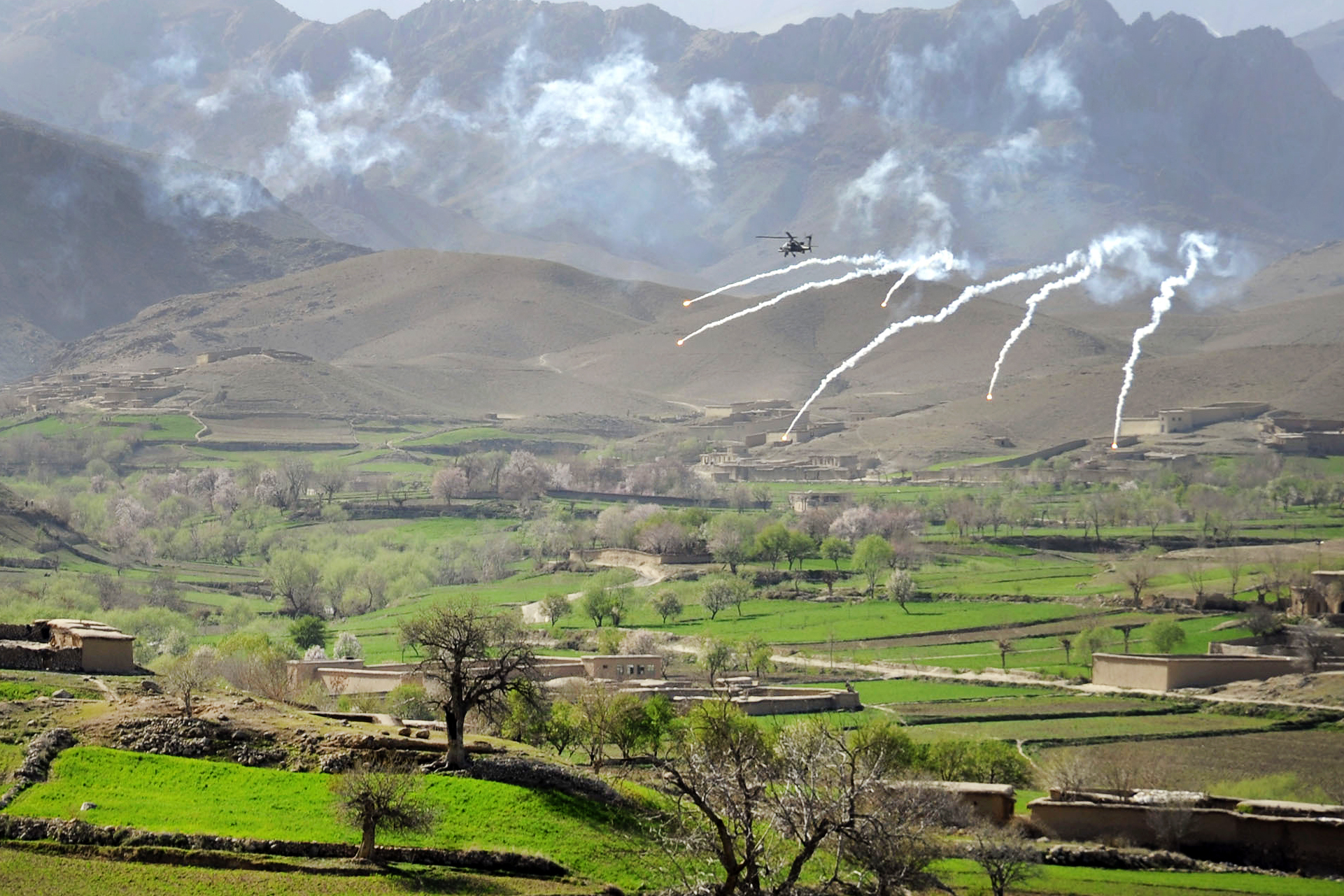
تقوم مروحية أباتشي من طراز AH-64 بإطلاق قنابل مضيئة فوق أحد الوادي لدعم أعضاء قوات الكوماندوز الثامنة التابعة لقوات العمليات الخاصة التابعة للتحالف خلال معركة بالأسلحة النارية في منطقة كاجران بمقاطعة دايكوندي.

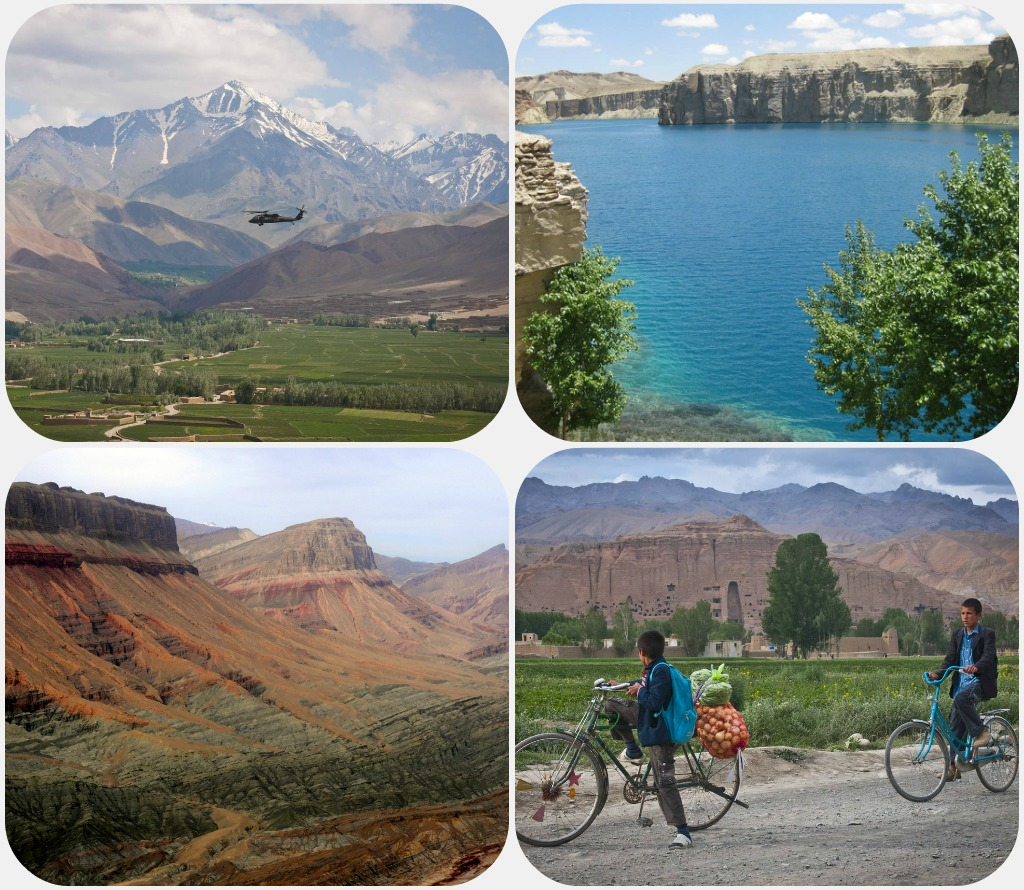
ولاية باميان

### مناخ
تعتبر هزارستان منطقة جبلية،  وتمتد على طول حافتها الشرقية سلسلة من الممرات الجبلية. واحد منهم، ممر سالانج، حيث تحجبه الثلوج لمدة ستة أشهر في السنة. وهناك ممر آخر، وهو ممر شيبار، الواقع على ارتفاع منخفض، كما تحجبه الثلوج لمدة شهرين في العام. 
تمثل منطقة باميا الجزء الأكثر برودة في هزارستان، حيث يكون الشتاء قارساً وقاسي البرودة. 
تمثل هزارستان منطقة هامة جغرافياً لأفغانستان فهي منبع الأنهار التي تجري عبر كابول ، وأرغنداب ، وهلمند ، وهاري ، ومرغاب ، وبلخ ، وقندوز . خلال أشهر الربيع والصيف يوجد بها بعض من أكثر المراعي خضرة في أفغانستان.  وتوجد في مدينة باميان البحيرات الطبيعية والوديان الخضراء والكهوف. 

## التاريخ

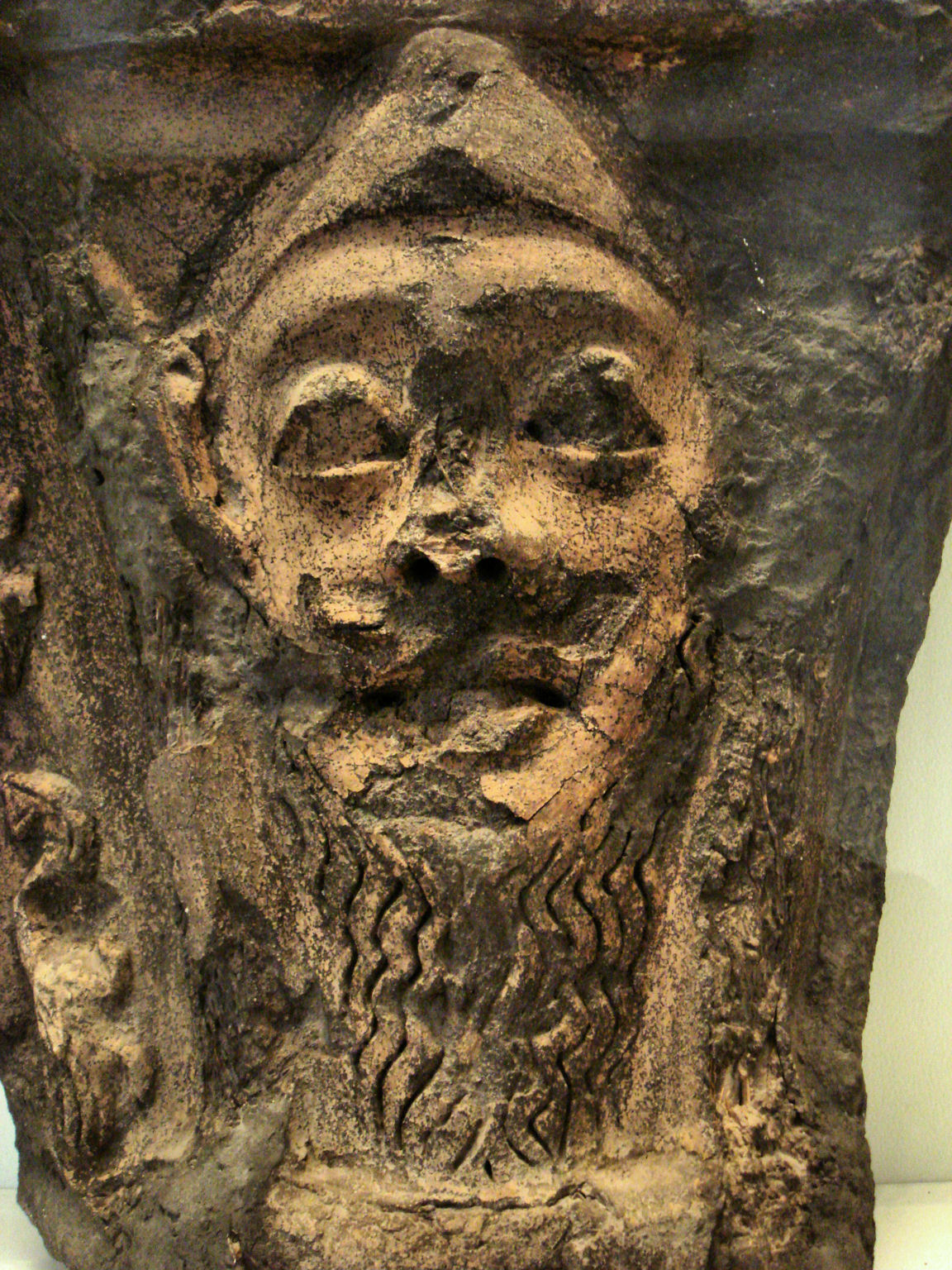
تمثال لرجل ملتحٍ بقبعة، على الأرجح سكوثيون، من القرن الثالث والرابع الميلادي.

حكمت المنطقة على التوالي من قبل الأخمينيين والسلوقيين والموريا والكوشانيين والهفتاليين قبل أسلمة الصفاريين وجعلها جزءًا من إمبراطوريتهم. وقد استولى عليها السامانيون ، ثم تبعهم الغزنويون والغوريون قبل أن تسقط في سلطنة دلهي . وفي القرن الثالث عشر، تم غزوها من قبل جنكيز خان وجيشه المغولي . في العقود التالية، ظهر القارلوغيون ليشكلوا سلالة محلية قدمت بضعة عقود من الحكم الذاتي. في وقت لاحق، أصبحت المنطقة جزءًا من الأسرة التيمورية ، وإمبراطورية موغال وإمبراطورية دوراني . كان إخضاع هزارستان، وخاصة الحصون الجبلية في باميان، صعبًا على الغزاة عند غزوهم للمنطقة.

### القرن ال 19
في القرنين الثامن عشر والتاسع عشر الميلادي، نشأ شعور "بالأفغانية" بين البشتون وسرعان ما شمل معظم أفغانستان الحالية وبدأ الهزارة في الاندماج. لقد قيل أنه في القرن التاسع عشر كان هناك وعي ناشئ بالاختلافات العرقية والدينية بين سكان كابول وقد أدى ذلك إلى انقسامات على طول "الخطوط المذهبية" التي انعكست في "الحدود المكانية" الجديدة. في عهد الأمير الأفغاني دوست محمد خان، قام مير يازدان بخش، الزعيم المجتهد لهزارة بهسود بتوحيد وضم العديد من المناطق التي سيطروا عليها. كما قام مير يازدانباخش بجمع الإيرادات وحماية القوافل التي كانت تسافر على طريق حجيجاك عبر باميان إلى كابول عبر منطقتي الشيخ علي وبهسود. وهكذا فإن توحيد الهزارة جعل المنطقة وسكانها يشكلون تهديدًا متزايدًا للدولة الدرانية.
حتى أواخر القرن التاسع عشر، ظلت منطقة هزارستان مستقلة إلى حد ملحوظ وكان الهزارة يخضعون فقط لسلطة زعمائهم القبليين المحليين. وقد وصف جوزيف بيير فيرير، المؤلف الفرنسي الذي من المفترض أنه سافر عبر المنطقة في منتصف القرن التاسع عشر، السكان الذين استقروا في الجبال بالقرب من نهري بلخ وخولم قائلاً: "إن عدد سكان الهزارة أقل بكثير ولكن لا يمكن حكمهم، وليس لديهم احتلال سوى النهب؛ سوف ينهبون وينهبون فقط، وينهبون من معسكر إلى معسكر".  شكك المسافرون البريطانيون اللاحقون فيما إذا كان فيرير قد غادر هرات فعليًا للمغامرة بالجبال الوسطى في أفغانستان، واقترحوا أن رواياته عن المنطقة كانت مبنية على إشاعات، خاصة وأن عددًا قليلًا جدًا من الناس تجرأوا على دخول الهزاراجات؛ حتى أن البدو البشتون لم يأخذوا قطعانهم للرعي هناك، ولم يكن يمر عبرها سوى عدد قليل من القوافل. 
شعب كوتشي البدوي الأفغاني، وهم من البدو غير المستقرين الذين يهاجرون بين نهر آمو داريا ونهر السند، أقاموا مؤقتًا في هزارستان خلال بعض المواسم، حيث دخلوا أراضي الهزارة الزراعية والمراعي.  وعلى نحو متزايد خلال فصل الصيف، كان هؤلاء البدو يخيمون بأعداد كبيرة في مرتفعات هزارستان.
استكشفت رحلات الكابتن بي جي ميتلاند وإم جي تالبوت من هرات ، عبر أوبيه وباميان، إلى بلخ ، خلال خريف وشتاء عام 1885، منطقة الهزاراجات. ووجدت ميتلاند وتالبوت صعوبة في اجتياز الطريق بأكمله بين هيرات وباميان.  نتيجة للبعثة، تم مسح أجزاء من الهزاراجات بمقياس ثُمن البوصة ، وبالتالي تم تصميمها لتناسب الترتيب المعين للدول القومية الحديثة.  تم وضع المزيد من التفكير والاهتمام في ترسيم الحدود المحددة للدول الحديثة أكثر من أي وقت مضى، الأمر الذي أدى إلى صعوبات كبيرة في المناطق الحدودية مثل الهزاراجات.
خلال الحرب الأنغلو-أفغانية الثانية، أشار العقيد تي.إتش هولديتش من إدارة المسح الهندية إلى الهزاراجات على أنها "مرتفعات عظيمة غير معروفة".  وعلى مدى السنوات القليلة التالية، لم تنجح هيئة المسح ولا دائرة المخابرات الهندية في الحصول على أي معلومات جديرة بالثقة حول الطرق بين هيرات وكابول عبر الهزاراجات. 
تمكن العديد من أعضاء لجنة الحدود الأفغانية من جمع المعلومات التي وضعت جغرافية المناطق النائية مثل الهزاراجات تحت مراقبة الدولة. في نوفمبر 1884، عبرت اللجنة جبال كوهي بابا عبر ممر تشاشما سابز. قام الجنرال بيتر لومسدن والرائد سي يات، اللذين قاما بمسح المناطق الواقعة بين هرات ونهر أوكسوس ، بزيارة قلعة ناو الهزارة في سلسلة جبال باروباميسوس ، إلى الشرق من جامشيدي كوشك . مع ملاحظة الأدلة الباقية على زراعة المدرجات في العصور الماضية، وصف كلاهما الهزارة الشمالية بأنهم شبه بدو مع قطعان كبيرة من الأغنام والماشية السوداء. لقد امتلكوا "مخزونًا لا ينضب من العشب، وكانت التلال المحيطة مغطاة حتى الركبة بمحصول وفير من الجاودار النقي".  وأشار ييت إلى مجموعات من الكيبيتكا، أو المساكن الصيفية لقبيلة ناو الهزارة على سفوح التلال، ووصف "القطعان والقطعان التي ترعى في كل الاتجاهات".
امتد النطاق الجغرافي لسلطة الدولة الأفغانية إلى الهزارجت في عهد عبد الرحمن خان . وبعد أن وجد نفسه بين المصالح الاستراتيجية للقوى الأجنبية وخيبة الأمل إزاء ترسيم خط دوراند في جنوب أفغانستان، والذي يقطع أراضي البشتون، شرع في إخضاع الأطراف الشمالية للبلاد لسيطرته بشكل أكثر صرامة. كان لهذه السياسة عواقب وخيمة على الهزاراجات، الذين وصف نظام عبد الرحمن خان سكانهم بأنهم مثيرون للقلق بشكل خاص: "لقد كان شعب الهزارة لقرون عديدة يفوق إرهاب حكام كابول". 

### القرن 20 و21
في عقد 1920، تم تعبيد طريق ممر شيبار القديم الذي يمر عبر باميان والشرق إلى وادي بانجشير للشاحنات، وظل الطريق الأكثر ازدحاماً بالتالي عبر منطقة هندوكوش الجبلية حتى بناء نفق سالانج في عام 1964 وافتتاح طريق شتوي. أصبح الهزاراجات خاليًا من السكان بشكل متزايد مع هجرة الهزارة إلى المدن والبلدان المحيطة، حيث أصبحوا عمالًا وقاموا بأصعب الأعمال وأقلها أجرًا. 
في عام 1979، ورد أن هنالك مليون ونصف المليون من الهزارة في هزارستان والعاصمة الأفغانية كابول، على الرغم من أنه لم يتم إجراء إحصاء موثوق به في أفغانستان.  ومع ضعف الدولة الأفغانية وتردي أحوالها، اندلعت الانتفاضات في هزارستان، مما أدى إلى تحرير المنطقة وإخراج القوات الحكومية بحلول صيف عام 1979 لأول مرة منذ وفاة عبد الرحمن خان، وتم تشكيل بعض مجموعات مقاومة الهزارة في إيران، بما في ذلك نصر وسيباه-ي. الباسداران، مع كون البعض "ملتزمين بفكرة الهوية الوطنية المنفصلة للهزارة".  أثناء الحرب مع جمهورية أفغانستان الديمقراطية ، كان معظم الهزاراجات غير مأهولين وخاليين من الوجود السوفيتي أو الدولة. أصبحت المنطقة محكومة مرة أخرى من قبل القادة المحليين، أو الأمراء، وطبقة جديدة من القادة الشيعة المتطرفين الشباب. تفيد التقارير أن الظروف الاقتصادية تحسنت في الهزاراجات خلال الحرب، عندما توقف البشتون الكوتشي عن رعي قطعانهم في مراعي وحقول الهزارة.  كانت المجموعة الحاكمة في هزراجات هي المجلس الثوري للوحدة الإسلامية في أفغانستان أو شورى الاتفاق بقيادة السيد علي بهشتي . إن الطبيعة الجغرافية للمنطقة وموقعها غير الاستراتيجي تعني أن الحكومة والسوفييت تجاهلوها أثناء قتالهم المتمردين في أماكن أخرى. وقد سمح هذا فعليًا لإدارة شورى الاتفاق بالحكم على المنطقة ومنح الحكم الذاتي للهزارة. كانت مجموعاتهم المعارضة سياسيًا في الغالب متعلمة وعلمانية ويسارية.   بين عامي 1982 و1984، تسببت حرب أهلية داخلية في الإطاحة بمجلس الشورى على يد جماعتي سازمان نصر وسباه باسداران . لكن التنافس بين الفصائل استمر بعد ذلك. اتحدت معظم جماعات الهزارة في عامي 1987 و1989 وشكلت حزب الوحدة . 
أثناء حكم طالبان ، ضرب العنف العرقي والطائفي هزاراجات مرة أخرى. في عام 1997، اندلعت ثورة بين شعب الهزارة في مزار الشريف عندما رفضوا نزع سلاحهم من قبل طالبان؛ قُتل 600 من طالبان في القتال اللاحق.  رداً على ذلك، تبنت طالبان سياسات الإبادة الجماعية في عهد الأمير عبد الرحمن خان. وفي عام 1998، قُتل ستة آلاف من الهزارة في الشمال؛ وكان الهدف هو التطهير العرقي للهزارة. في تلك المرحلة، لم تعد هزارستان موجودة كمنطقة رسمية؛ تضم المنطقة المقاطعات الإدارية باميان، وغور، وميدان وردك، وغزنة، وأوروزغان، وجوزجان، وسمانغان.  في مارس 2001، تم تدمير تمثالين بوذيين عملاقين، بوذا في باميان، على الرغم من الإدانة الشديدة. 

## التركيبة السكانية

### جماعات عرقية
يشكل الهزارة غالبية سكان هزارستان.

### اللغة
اللغة الدرية (الفارسية) هي اللغة الرسمية للهزاراجات. في أجزاء مختلفة من المنطقة يتحدثون الدرية بلهجاتهم الخاصة مثل غزني، دايكوندي، بهسود، باميان، دارا سوف، الشيخ علي هي من الأكثر شعبية في اللهجات الدرية للهزارة.

## صحة
تم الإبلاغ عن مرض الجذام في منطقة هزارستان في أفغانستان. الغالبية العظمى (80%) من ضحايا الجذام هم من الهزارة.
أشار تقرير صدر عام 1989 إلى أن الأمراض الشائعة في الهزاراجات تشمل التهابات الجهاز الهضمي والتيفوئيد والسعال الديكي والحصبة والجذام والسل والتهاب المفاصل الروماتويدي والملاريا. 

## أنظر أيضا
- الهزارة

## روابط خارجية
قالب:Hazara nationalism